# Leopold Kozeluch
Leopold Kozeluch (en checo Koželuh) (Velvary, 26 de junio de 1747-7 de mayo de 1818) fue un compositor checo.
Terminada su formación musical en Praga con František Xaver Dušek (1731-1799), en 1778 llegó a Viena donde ejerció de profesor de piano con alumnos como Josef M. Wolfram, Ignaz von Seyfried, Maria Theresia von Paradis, Isabel Guillermina de Wurtemberg (primera esposa del emperador Francisco I de Austria) o María Luisa de Austria (hija del emperador y segunda esposa de Napoleón I).
Durante 1790, sus obras se interpretaron en Londres junto a las de Joseph Haydn. En 1792, sucedió, tras la muerte del compositor, a Mozart como maestro de capilla adjunto y compositor de la Corte imperial de Austria hasta 1813, siendo posteriormente reemplazado por Franz Krommer.
Entre sus composiciones hay un oratorio (Moisés en Egipto), 6 óperas, 11 sinfonías, 22 conciertos para piano y algunas sonatas también para piano.